# Andrew Talansky
Andrew Talansky (Miami, Florida, 23 de noviembre de 1988) es un triatleta y exciclista profesional estadounidense.
Pasó por varios equipos americanos, pero no fue hasta 2011 cuando dio el salto al profesionalismo de primer nivel con el equipo Garmin-Cervélo, equipo que pasaría a llamarse Cannondale Pro Cycling Team, y en el que se retiró del ciclismo profesional en 2017 poco antes de cumplir los 29 años.

## Biografía
Talansky compitió en carreras de ciclocrós en la escuela secundaria de Florida, antes de asumir el ciclismo de competición a los 17 años. Después del éxito en las carreras locales de aficionados, se trasladó a Lees-McRae College en Banner Elk, Carolina del Norte, ganando el campeonato nacional colegial en su primer año. 
Dejó la universidad después de un año para unirse al equipo Amore & Vita en Italia en 2009, pero encontró condiciones insatisfactorias y regresó a los EE. UU. en primavera. Compitió en los EE. UU. en 2009, sin el apoyo de un equipo. 
Después, se unió al equipo Garmin para la temporada 2010, siendo promovido al equipo profesional para el año 2011, año en que logró ubicarse entre los diez primeros en el Tour de Romandía 2011.
En 2012, Talansky se anotó su primera victoria profesional en Europa en el Tour de l'Ain, y fue nombrado primer jefe de filas de Garmin para la Vuelta a España 2012, terminando séptimo en la clasificación general. En 2013, fue segundo en la París-Niza, después de haber llevado el liderato de la carrera durante dos días, y fue seleccionado para el Tour de Francia por primera vez, de nuevo ubicándose entre los diez primeros de la general.
Ganó el Critérium del Dauphiné 2014, uniéndose a un grupo de fuga en la etapa final, para recortar los 39 segundos que había perdido con el líder de la carrera durante el día anterior, Alberto Contador. Se retiró del Tour de Francia 2014 después de un día muy incómodo en su bicicleta, debido a múltiples accidentes. 
En 2015, acabó 11º en el Tour de Francia, y un año después renovó su contrato con el ahora denominado equipo Cannondale Pro Cycling Team.
En 2016 fue 5º de la Vuelta a España.
Anunció su retiro del ciclismo profesional en septiembre de 2017. Un mes después anunciaría su regreso a la competencia profesional, esta vez como triatleta.

## Palmarés
| 2010 - 1 etapa del Tour de Saboya 2012 - Tour de l'Ain, más 1 etapa 2013 - 1 etapa de la París-Niza 2014 - Critérium del Dauphiné | 2015 - Campeonato de Estados Unidos Contrarreloj 2016 - 1 etapa del Tour de Utah 2017 - 1 etapa del Tour de California |

## Resultados en Grandes Vueltas y Campeonatos del Mundo
Durante su carrera deportiva consiguió los siguientes puestos en las Grandes Vueltas y en los Campeonatos del Mundo en carretera:
| Carrera              | Carrera              | 2008 | 2009 | 2010 | 2011 | 2012 | 2013 | 2014 | 2015 | 2016 | 2017 |
| -------------------- | -------------------- | ---- | ---- | ---- | ---- | ---- | ---- | ---- | ---- | ---- | ---- |
|                      | Giro de Italia       | —    | —    | —    | —    | —    | —    | —    | —    | —    | —    |
|                      | Tour de Francia      | —    | —    | —    | —    | —    | 10.º | Ab.  | 11.º | —    | 49.º |
|                      | Vuelta a España      | —    | —    | —    | 79.º | 7.º  | —    | 51.º | Ab.  | 5.º  | —    |
| Mundial en Ruta      | Mundial en Ruta      | —    | —    | —    | Ab.  | 43.º | Ab.  | Ab.  | —    | —    | —    |
| Mundial Contrarreloj | Mundial Contrarreloj | —    | —    | —    | 16.º | —    | 46.º | 15.º | —    | —    | —    |

—: no participa
Ab.: abandono

## Equipos
- Toshiba-Santo Pro Cycling (2008)
- Amore & Vita-McDonald's (2009-2010)
- Garmin/Cannondale (2011-2017)
  - Garmin-Cervélo (2011)
  - Garmin-Barracuda (2012)[2]
  - Garmin-Sharp (2012-2014)
  - Team Cannondale-Garmin (2015)
  - Cannondale Pro Cycling Team (2016-2017)